# Challenger Tenis Club Argentino 2022
Il Challenger Tenis Club Argentino 2022 è stato un torneo maschile di tennis professionistico. È stata la 1ª edizione del torneo, facente parte della categoria Challenger 50 nell'ambito dell'ATP Challenger Tour 2022, con un montepremi di 37 520 $. Si è svolto dal 20 al 26 giugno 2022 sui campi in terra rossa del Tenis Club Argentino di Buenos Aires, in Argentina.

## Partecipanti

### Teste di serie
| Nazionalità     | Giocatore             | Ranking* | Testa di serie |
| --------------- | --------------------- | -------- | -------------- |
| Argentina       | Juan Pablo Ficovich   | 175      | 1              |
| Brasile         | Felipe Meligeni Alves | 214      | 2              |
| Argentina       | Francisco Comesaña    | 285      | 3              |
| Argentina       | Gonzalo Villanueva    | 294      | 4              |
| Ecuador         | Roberto Quiroz        | 308      | 5              |
| Rep. Dominicana | Nick Hardt            | 314      | 6              |
| Tunisia         | Malek Jaziri          | 329      | 7              |
| Colombia        | Nicolás Mejía         | 341      | 8              |

* Ranking al 6 giugno 2022.

### Altri partecipanti
I seguenti giocatori hanno ricevuto una wild card per il tabellone principale:
- Alex Barrena
- Valerio Aboian
- Juan Bautista Otegui

Il seguente giocatore è entrato in tabellone come alternate:
- Ignacio Monzón

I seguenti giocatori sono passati dalle qualificazioni:
- Naoki Nakagawa
- Guido Andreozzi
- Fermín Tenti
- Juan Ignacio Galarza
- Tomás Farjat
- Leonardo Aboian

## Campioni

### Singolare
Francisco Comesaña ha sconfitto in finale  Mariano Navone con il punteggio di 6–4, 6–0.

### Doppio
Arklon Huertas Del Pino /  Conner Huertas Del Pino hanno sconfitto in finale  Matías Franco Descotte /  Alejo Lorenzo Lingua Lavallén con il punteggio di 7–5, 4–6, [11–9].